# Hesitation Marks
Hesitation Marks (укр. Насічки) — восьмий студійний альбом американського індастріал-гурту Nine Inch Nails, виданий 3 вересня 2013 року. В офіційній системі нумерації релізів NIN Halo альбом  вказаний як Halo 28.

## Список композицій
| #   | Назва                       | Тривалість |
| --- | --------------------------- | ---------- |
| 1.  | «The Eater of Dreams»       | 0:52       |
| 2.  | «Copy of a»                 | 5:23       |
| 3.  | «Came Back Haunted»         | 5:17       |
| 4.  | «Find My Way»               | 5:16       |
| 5.  | «All Time Low»              | 6:18       |
| 6.  | «Disappointed»              | 5:44       |
| 7.  | «Everything»                | 3:20       |
| 8.  | «Satellite»                 | 5:03       |
| 9.  | «Various Methods of Escape» | 5:01       |
| 10. | «Running»                   | 4:08       |
| 11. | «I Would for You»           | 4:33       |
| 12. | «In Two»                    | 5:32       |
| 13. | «While I'm Still Here»      | 4:03       |
| 14. | «Black Noise»               | 1:29       |

| Japanese edition bonus track | Japanese edition bonus track | Japanese edition bonus track |
| #                            | Назва                        | Тривалість                   |
| ---------------------------- | ---------------------------- | ---------------------------- |
| 15.                          | «Everything» (Autolux Remix) | 4:29                         |

| Deluxe edition bonus tracks | Deluxe edition bonus tracks                              | Deluxe edition bonus tracks |
| #                           | Назва                                                    | Тривалість                  |
| --------------------------- | -------------------------------------------------------- | --------------------------- |
| 15.                         | «Find My Way» (Oneohtrix Point Never Remix)              | 4:47                        |
| 16.                         | «All Time Low» (Todd Rundgren Remix)                     | 5:49                        |
| 17.                         | «While I'm Still Here» (Breyer P-Orridge 'Howler' Remix) | 7:03                        |

| iTunes Store bonus track | iTunes Store bonus track               | iTunes Store bonus track |
| #                        | Назва                                  | Тривалість               |
| ------------------------ | -------------------------------------- | ------------------------ |
| 18.                      | «Trent Reznor in Conversation With...» | 41:58                    |

## Учасники запису
| Nine Inch Nails - Трент Резнор — вокал, інструменти, продюсер, аранжування, програмування Додаткові музиканти - Ліндсі Бакінгем — гітара (2) - Піно Палладіно — бас-гітара (2, 5) - Ілан Рубін — томи (2, 3) - Аллесандро Кортіні — синтезатори (1, 3) - Адріан Белью — гітара (4, 5) - Юджин Горештер — синтезатори (6), струнні (6) | Технічний персонал - Алан Молдер — продюсер, зведення, звукорежисер - Аттікус Росс — продюсер, аранжування, програмування, звукорежисер - Дастін Мослі — програмування, звукорежисер - Джун Муракава — звукорежисер - Том Бейкер — мастеринг - Рассел Міллз — ілюстрації, дизайн - Дейв Ворд — фотографії - Роб Шерідан — художній керівник, фотографії |

## Позиції в чартах
| Чарт            | Найвища позиція |
| --------------- | --------------- |
| Австралія       | 3               |
| Австрія         | 2               |
| Бельгія         | 6               |
| Велика Британія | 2               |
| Іспанія         | 20              |
| Італія          | 16              |
| Канада          | 1               |
| Нідерланди      | 9               |
| Німеччина       | 5               |
| Нова Зеландія   | 7               |
| Норвегія        | 23              |
| США             | 3               |
| Фінляндія       | 17              |
| Франція         | 22              |
| Швейцарія       | 5               |
| Швеція          | 37              |
| Японія          | 14              |

| Країна                | Сертифікація |
| --------------------- | ------------ |
| Австралія (ARIA)      |              |
| Австрія (IFPI)        |              |
| Аргентина (CAPIF)     |              |
| Велика Британія (BPI) |              |
| Іспанія (CRIA)        |              |
| Канада (CRIA)         |              |
| Німеччина (BVMI)      |              |
| Нова Зеландія (RMNZ)  |              |
| Польща (ZPAV)         |              |
| Франція (SNEP)        |              |
| Швеція (GLF)          |              |